# Sylvia Beach

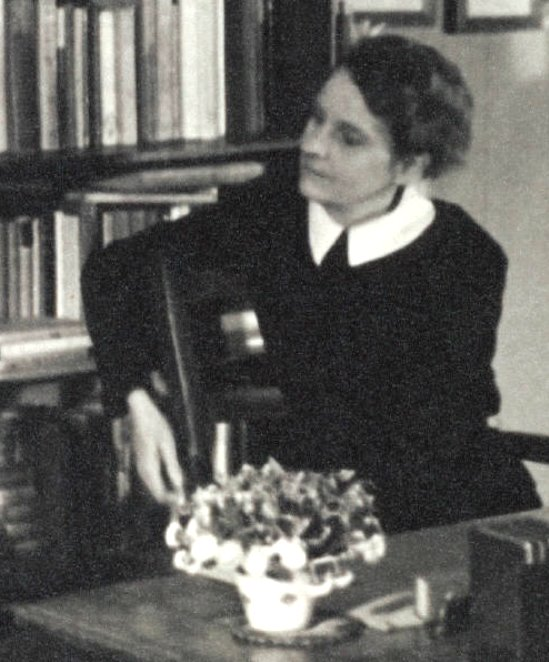
Sylvia Beach in 1920

Sylvia Beach (14 maart 1887 – 5 oktober 1962), geboren Nancy Woodbridge Beach was als boekverkoopster en uitgeefster een van de leidende figuren in het Parijse wereldje van Engelstalige schrijvers tijdens het interbellum.

## Jeugdjaren
Sylvia Beach werd geboren in als de tweede van drie dochters van Sylvester Beach en Eleanor Thomazine Orbison. Haar vader was dominee in de Presbyteriaanse kerk. Ze groeide op in Baltimore en Bridgeton vooraleer de familie in 1901 naar Parijs verhuisde waar haar vader in functie trad als assistent dominee bij de American Church in Paris en als directeur van het American student center.
In 1906 keerde de familie terug naar New Jersey, maar Sylvia keerde regelmatig terug naar Europa, verbleef twee jaar in Spanje en werkte voor de Balkan Commissie van het Rode Kruis.

## Parijse jaren
Tijdens de laatste oorlogsjaren keerde zij terug naar Parijs om hedendaagse Franse literatuur te studeren. Bij opzoekwerk in de Bibliothèque Nationale stuitte ze in een literair tijdschrift op een verwijzing naar Les amis du livre de recent geopende boekhandel en uitleenbibliotheek van Adrienne Monnier. Sylvia besloot de winkel in de rue de l'Odéon te bezoeken en werd al snel bevriend met de uitbaatster met wie ze tot dier zelfdoding in 1955 een romantische relatie zou onderhouden. Monnier zou Beach ook introduceren in de lesbische gemeenschap in Parijs Als lid van de bibliotheek woonde ze regelmatig lezingen bij van o.a. André Gide en Paul Valéry en geïnspireerd door Adriennes inspanningen om de moderne Franse literatuur te promoten, overwoog ze zelf een filiaal te openen in New York. Gebrek aan kapitaal maakte een dergelijk opzet in New York onmogelijk, maar in Parijs was het opstarten van een eigen boekhandel annex uitleenbibliotheek voor Engelstalige literatuur wel haalbaar. In 1919 ging ze van start met Shakespeare and Company gelegen op nr. 8 rue Dupuytren in het 6e arrondissement.
Al snel trok Shakespeare and Company een publiek van Franse en vooral Amerikaanse lezers en schrijvers die konden rekenen op haar gastvrijheid, ondersteuning en boeken. Steeds meer Amerikanen zakten omwille van het goedkope leven naar Parijs af en de zaak werd al gauw te klein, zodat er in 1921 verhuisd werd naar de rue de l'Odéon, pal tegenover "Les amis du Livre". Beroemd werd de boekhandel in 1922 toen Sylvia Beach besloot Ulysses van James Joyce, die er al langer over de vloer kwam, uit te geven, omdat Joyce er in de Engelstalige wereld door censuurproblemen niet in slaagde een uitgever te vinden. De uitgave zou haar echter vooral schulden opleveren, want zodra alle juridische problemen van de baan waren koos Joyce voor andere uitgevers en kon zij het voorgeschoten geld niet terugverdienen.
Tijdens de economische crisis van de jaren dertig, dreigde de handel te moeten sluiten, maar dankzij steun van haar vele gegoede vrienden kon ze het hoofd boven water houden. André Gide startte samen met enkele andere schrijvers een club "Vrienden van Shakespeare and Company" die via een jaarlijkse bijdrage van 200 francs lezingen konden bijwonen. Door de reputatie van de winkel werd de opzet, hoewel gelimiteerd tot 200 leden, een succes en raakte de handel er weer bovenop. Bij de bezetting van Parijs in juni 1940 bleef de winkel open, maar eind 1941 werd Beach door de militaire overheid gedwongen de winkel te sluiten. Ze werd tijdens de Tweede Wereldoorlog zelf zes maanden geïnterneerd maar slaagde erin haar voorraad boeken te vrijwaren van beslag door ze te verbergen in een bovenliggend vrijstaand appartement. Hoewel Shakespeare and Company in 1944 symbolisch bevrijd werd door Ernest Hemingway, zou hij nooit meer heropenen.

## Later leven
In 1956 schreef Beach haar memoires Shakespeare and Company, waarin ze een beeld schetst van het litterair en cultureel leven tijdens het interbellum in Parijs, waarbij alle grote namen die ze persoonlijke kende aan bod komen. Beach bleef ook na de sluiting van haar winkel tot haar dood in 1962 in Parijs wonen.
- Bibsys: 90095975
- Biblioteca Nacional de España: XX850424
- Bibliothèque nationale de France: cb13739514n (data)
- CiNii: DA0446776X
- Gemeinsame Normdatei: 118507818
- International Standard Name Identifier: 0000 0001 1619 1698
- Library of Congress Control Number: n79121733
- National Archives and Records Administration: 10582848
- Bibliotheek van het Japanse parlement: 00432612
- Nationale Bibliotheek van Tsjechië: jo20221165931
- Nationale bibliotheek van Australië: 35953270
- Nationale Bibliotheek van Israël: 987007275554305171
- Nationale Bibliotheek van Polen: a0000001763320
- Nederlandse Thesaurus van Auteursnamen: 070168288
- Réseau des bibliothèques de Suisse occidentale: 02-A002980617
- LIBRIS: 236591
- SNAC: w6cs3fn6
- Système universitaire de documentation: 066902282
- Trove: 1160717
- Virtual International Authority File: 35247539
- WorldCat: E39PBJgH7gjGjx7dpV8trt48YP